# Geneviève Tabouis
Geneviève Tabouis (París, 23 de septiembre de 1892 - París, 22 de septiembre de 1985) fue una historiadora y periodista francesa. De activa oposición a los avances del nazismo en Francia, debió exiliarse en 1940. Fue conocida como Madame Tabouis y recibió por parte de detractores y seguidores el alias de «Casandra» o «La pitonisa» por sus tempranas denuncias sobre las verdaderas intenciones del nazismo en Europa.

## Biografía
Geneviève Eugénie Marie-Laure Le Quesne nació en 1892, fue hija del pintor francés Fernand Le Quesne (1856 - 1932) y sobrina de los diplomáticos Jules Cambon y Paul Cambon. Su familia también estaba integrada por otros diplomáticos de carrera y oficiales del ejército francés. Fue educada en el exclusivo colegio parisino del convento de la Asunción. En 1905, cuando tenía 13 años, fue aprobada la ley francesa de separación de la Iglesia y el Estado de 1905 y a los pocos años se prohibió que las monjas impartieran educación en toda Francia. Al dejar la escuela conventual ingresó a la universidad donde se especializó en arqueología y egiptología. Estudió en la Facultad de Letras de París y en la Escuela de Arqueología del museo del Louvre. Escribió tres libros sobre las vidas de Tutankamón (1929), Nabucodonosor II (1931) y Salomón (1936).
En su autobiografía no menciona a su esposo Robert (con quien se casó en 1916 y que llegaría a ser administrador de Radio Luxembourg) y solo al pasar habla de su hija y de su hijo, que fue convocado por el ejército francés en 1938. Tabouis pertenecía a los círculos de la alta sociedad de Francia e Inglaterra. Fue invitada a la coronación de Jorge VI del Reino Unido en 1936, y en su autobiografía se refiere a su vestido de coronación diseñado por Edward Molyneux. 
En 1903 residió varios meses en la embajada francesa en Madrid con su tío Paul Cambon. En 1906, asistió junto a su primo a la boda de Alfonso XIII de España con la princesa Victoria Eugenia de Battenberg. Entre 1907 y 1914, visitó Berlín cada año durante dos meses para visitar a su tío Jules, destinado como embajador francés en Berlín, lo que le permitió relacionarse con varios dignatarios alemanes. Después del final de la Primera Guerra Mundial, asistió junto a él a varias sesiones de la Liga de las Naciones.
En 1924 comenzó a escribir artículos sobre la Liga de las Naciones en dos importantes diarios provinciales: Le Petit Marseillais de Marsella y La Petite Gironde de Burdeos. A fin de ocultar su género, el editor de Le Petit Marseillais le pidió que firmara sus contribuciones como «G. Tabouis» y en La Petite Gironde le pidieron que firmara solo con sus iniciales. Como corresponsal de ambos periódicos, asistió a la firma de los tratados de Locarno en 1925. En 1932 comenzó a escribir una columna diaria en el diario parisino L'Œuvre. En 1933, acompañó a Moscú al primer ministro francés Édouard Herriot, en un esfuerzo para forjar una alianza francosoviética contra Alemania.
Tabouis advirtió insistentemente sobre el ascenso de Hitler y el rearme alemán. Debido a sus persistentes denuncias contra el totalitarismo, en 1933 el escritor francés ultranacionalista Léon Daudet la apodó «Madame Tata, la clarividente». A partir del anuncio alemán de la reintroducción de la conscripción militar obligatoria a partir de mayo de 1935, con el fin de recunstruir sus fuerzas armadas, el diplomático griego Nikolaos Politis le dijo que: «Es mejor que esté alerta, Madame Tabouis, o comenzarán a llamarle Casandra. Usted ha predicho graves eventos y lo peor de todo es que siempre suceden». El mismo Hitler la atacó en un discurso el 1 de mayo de 1939 con un comentario sarcástico: «... Madame Tabouis, la más sabia de las mujeres, sabe lo que estoy a punto de hacer antes de que yo mismo lo sepa. Es ridícula».
Cuando Tabouis comenzó una decidida campaña a favor del apoyo francés a la República Española contra Franco, La Petite Gironde (financiado por Juan March, empresario español aliado de Franco) la despidió en 1935. En Le Petit Marseillais (cuyo director estaba casado con una fascista española) le pidieron que «modificara» su tono y abandonó el periódico.
En 1936 fue designada editora de temas internacionales en L'Œuvre, donde su prédica prorepublicana provocó que fuera atacada por la Action française y los semanarios parisinos de extrema derecha Candide y Gringoire. En los días previos al inicio de la Segunda Guerra Mundial también fue corresponsal del periódico londinense Sunday Referee. Defendió con firmeza la intervención para evitar la ocupación alemana de Checoslovaquia, pero el gobierno francés se mantuvo al margen y Tabouis fue acusada de promover el belicismo.
Poco antes de la rendición ante Alemania en 1940 fue advertida de que pronto se emitiría una orden de arresto con su nombre y se vio obligada a huir de Francia dejando a su esposo y a sus dos hijos. Partió de Burdeos rumbo al Reino Unido en un contratorpedero británico gracias al que también pudieron exiliarse otros intelectuales y políticos, como el periodista español Manuel Chaves Nogales. Viajó a Inglaterra y luego se estableció durante cinco años en Estados Unidos, donde fue amiga y confidente de Eleanor Roosevelt. En Nueva York escribió para el Daily Mirror local,y para el Sunday Dispatch de Londres y dirigió los 34 números del periódico en francés Pour la victoire, editado por Notre Paris Corp. y que se publicó entre el 12 de enero de 1942 y el 25 de agosto de 1945.
Regresó a París después de la guerra y trabajó para los periódicos La France Libre (1945–1949), L'Information  (1949–1956) y Paris Jour (desde  1959). Entre 1957 y 1981, hasta sus 88 años, condujo un programa de radio en Radio Luxembourg, célebre por las palabras con que siempre iniciaba su transmisión: «Geneviève Tabouis. Les dernières nouvelles de demain... Mesdames et messieurs, attendez-vous à savoir...» («Geneviève Tabouis. Las últimas noticias de mañana... Señoras y señores, esperen para saber...»).
Falleció en 1985 en París, a los 92 años.

## Obras
- Le Pharaon Tout Ank Amon, sa vie et son temps (prefacio de Théodore Reinach), Payot, col. «Bibliothèque historique», París, 1928, 311 p.
- Nabuchodonosor et le triomphe de Babylone (prefacio de Gabriel Hanotaux), Payot, col. «Bibliothèque historique», París, 1931, 423 p.
- Salomon, roi d'Israël (prefacio de Nikolaos Politis), Payot, col. «Bibliothèque historique», París, 1934, 476 p.
- Albion perfide ou loyale. De la guerre de Cent ans à nos jours, Payot, col. «Bibliothèque historique», París, 1938, 300 p.
- Chantage à la guerre, Flammarion, París, 1938, 211 p.
- Jules Cambon par l'un des siens..., Payot, coll. «Bibliothèque historique», París, 1938, 395 p.
- Ils l'ont appelée Cassandre..., Éditions de la Maison française, col. «Voix de France», Nueva York, 1942, 409 p.
- Grandeurs et servitudes américaines, souvenirs des U.S.A. 1940-1945, Éditions Nuit et jour, col. «Les Documents Nuit et jour», París, 1945, 270 p.
- Vingt ans de suspense diplomatique, Albin Michel, París, 1958, 411 p.